# 民主化宣言
民主化宣言（みんしゅかせんげん）は、1987年6月29日に、大韓民国の盧泰愚大統領候補（民主正義党代表委員）が発表した政治宣言である。正式名称は「国民の大団結と偉大な国家への前進のための特別宣言」。
翌年に控えたソウルオリンピックの成功的終了を条件とした、大統領直接選挙制の導入と、金大中ら反体制派政治家・政治活動家の赦免・復権を骨子とした。

## 内容
1. 大統領選挙法の改正実現による公正な選挙の保障。
2. 拘束適否審の全面拡大など人権保障の強化。
3. 言論基本法廃止など言論の自由を保障・強化をするための措置実現。
4. 地方自治の実現と教育の自由化実現。
5. 政党活動の保障を通じた対話と妥協の政治風土の構築。

この発表に当たり、盧泰愚代表はこの宣言が受け入れられない場合は、民正党大統領候補と党代表を含む、あらゆる公職からの引退を明言し、民正党も同宣言を党の立場として追認した。7月1日、全斗煥大統領は宣言を受け入れる意思を表明し、憲法改正を拒否することを旨とした4・13護憲措置は撤回された。国民投票で大統領直接選挙制など民主制度を採り入れた改正憲法（第六共和国憲法）が確定した。

## 歴史
1971年大統領選挙で、現職の朴正煕候補は、野党の金大中候補に95万票差まで迫られた。自身の支持基盤が必ずしも盤石でないことを知った朴正煕は、大統領選挙を統一主体国民会議（統体）による間接制に改めるとともに、大統領権限を大幅に強化した。これらを含めた朴正熙政権の強権政治は維新体制と呼ばれた。
維新体制末期の1979年になると、労働者層に負担を強いる朴正煕の近代化路線に対し、あちこちで暴動が起き始める。そうした最中、同年10月26日に、中央情報部長金載圭により、朴正煕は暗殺される（朴正煕暗殺事件）。
次期大統領に名乗りを上げたのが、三金と呼ばれる金鍾泌・金泳三・金大中であった。金鍾泌は朴正煕の下で韓国中央情報部 (KCIA) 初代部長を務めた保守本流。金泳三は穏健的自由主義者、金大中は急進的自由主義者であった。朴正煕の苛酷な独裁政治が終焉したこの時期をソウルの春と呼ぶ。しかし、朴正煕亡き後の権力掌握を狙う全斗煥や盧泰愚など新軍部勢力は粛軍クーデター（1979年12月29日）を断行して韓国軍の実権を掌握した。そしてソウルの春に伴う政治的・社会的混乱を理由として、非常戒厳令拡大措置（1980年5月17日）を実施、政治の実権をも掌握した。
政治の実権をも掌握した全斗煥は、1980年5月の光州事件を武力で鎮圧、8月19日には統一主体国民会議において大統領に選出された。統一主体国民会議による選出は、軍政の継続を意味していた。そうして、光州事件の首謀者として金大中に死刑判決を下す（直ちに無期懲役に減刑）と共に、大統領間接選挙制を維持し、与党に有利な選挙制度を施行した。しかし、1985年2月の12代国会議員選挙では、大統領直接選挙制への改憲を標榜した新韓民主党が躍進し、民意が大統領直接選挙にあることは間違いなかった。

## 民衆抗争
全斗煥は以前の李承晩や朴正熙のように憲法を改正して大統領に再任することはないと宣言してきた。しかし、彼は大統領任期満了後に院政を敷こうと考えていたため、大統領直接選挙制には関心がなく、議院内閣制を主張した。が、野党が大統領直接選挙を譲らないと知るや、4・13護憲措置を発表し、国民の怒りを買った。一方で、学生運動家の拷問致死事件が発覚し、国民の怒りは頂点に達した。
1987年6月、学生による反政府デモは日増しに高まりを見せていった。そうして、大学生のデモに高校生、サラリーマンも合流し、デモ参加者は100万人に達した。韓国の反政府運動を担ったのは、伝統的に学生であったが、6月民衆抗争と呼ばれる反政府運動の担い手は、学生だけではなく、皮肉にも軍政が育てた新中間層であった。
この時、韓国はソウルオリンピックの開催を1年後に控えていた。学生デモによりソウルでオリンピックが開けなくなった場合、ロサンゼルスで代わりに開かれるとの声明が出された。高度経済成長の成果を世界に誇示したい軍政としては、オリンピックが吹き飛ぶ事態だけは何とか避けたかった。
そこで、全斗煥の後継指名を受けた盧泰愚が、民主化宣言を発表したわけである。民主化宣言で、激しいデモは取り敢えず終息した。そうして、学生運動の中に、主体思想を公然と掲げる者（主体思想派＝主思派）も現れた。

## 民主化宣言の定着
民主化宣言後に、野党勢力を率いた金泳三と金大中の間で対立が表面化、金大中が平和民主党を創党して大統領選挙に出馬した。そのため、反軍政票が金泳三と金大中で分裂、全斗煥の後継者である盧泰愚が当選する結果となった。しかし、翌年4月の13代国会議員選挙で盧泰愚大統領与党の民主正義党は過半数を割り込む結果となった。そのため、1990年2月に金泳三の統一民主党や金鍾泌の新民主共和党と合同して民主自由党を発足、1992年の大統領選挙で金泳三を当選させる。いわば職業政治家と軍部との連立政権であった。そして1997年の大統領選挙では、金大中が金鍾泌との連合（JP連合）の末、当選を果たした。
6月民衆抗争を牽引した元学生運動家たちは、386世代と呼ばれ、国会で若手議員として活躍している。
2004年の国会議員選挙では、第一共和国の進歩党以来の革新政党である民主労働党が9議席を獲得し、国会第三党となった。